# Gitti & Erika
Gitti & Erika (tot 1989 Gitti & Erica) is een Duits schlagerduo uit Obernburg am Main, bestaande uit de zussen Gitti en Erica Goetz. Het is vooral bekend van het nummer Heidi, de Duitse begintune van de gelijknamige televisieserie uit 1974 die ook vertaald werd naar veel andere talen.

## Biografie
Brigitta en Erica Goetz werden in respectievelijk 1958 en 1956 in Obernburg am Main geboren. Als kind leerden ze al zingen en gitaar, keyboard en accordeon spelen. In die tijd traden ze ook al samen op. In mei 1972, toen ze 14 en 15 jaar oud waren, werden ze ontdekt tijdens een talentenjacht van Dieter Thomas Heck. Een jaar later nemen ze hun eerste single op: Meinetwegen, deinetwegen. Schlagercomponist en -producer Christian Bruhn had het duo onder zijn hoede genomen. In 1974 mocht het duo de door Bruhn geschreven begintune van de Japanse animatieserie Heidi, naar het boek van Johanna Spyri, inzingen. Door deze populaire tekenfilm bereikten ze een groot publiek, hoewel amper bekend was wie de zangeressen van het liedje waren. Een jaar later verscheen de single Mädchen aus dem Odenwald en in 1976 trouwde Erica met de bijna 22 jaar oudere Christian Bruhn. Voor Bruhn was Erica zijn vierde echtgenote, na eerder onder andere met Katja Ebstein getrouwd te zijn geweest.
Het duo brak in 1978 definitief door. Eind 1977 werd besloten de drie jaar eerder opgenomen begintune van Heidi op single uit te brengen. Het leverde het duo zijn eerste en enige hit op. Het haalde de vierde plaats in de Musikmarkt Top 50. Ook in Nederland werd het nummer een hit, hoewel op dat moment Heidi nog niet op de Nederlandse televisie werd uitgezonden. Het bereikte de veertiende plaats in de Nederlandse Top 40. In Duitsland probeerden Gitti & Erica met een passende opvolger te komen. Dat deden ze met het nummer Heidi und Peter. Peter is de beste vriend van Heidi in het boek en de serie. De opvolger sloeg echter totaal niet aan en Gitti & Erika wisten daarna ook geen hits meer te scoren. Ze bleven wel populair in de Volkstümliche Musik. Toen in 1981 Heidi ook op de Nederlandse televisie verscheen (uitgezonden door de AVRO), namen Gitti & Erica speciaal een Nederlandstalige versie van de begintune op. Na vier afleveringen werd de Nederlandstalige begintune met het Duitse accent vervangen door een andere Nederlandstalige versie, geschreven door Clous van Mechelen en gezongen door Jody Pijper.
In 1985 begon Erica ook aan een solocarrière onder de naam Lady Lily. Ze werd het bekendst door het inzingen van tunes voor televisieprogramma's. Ze zong onder andere de Japanse animatieseries Alice in Wonderland en Captain Future in. Ze scoorde ook redelijk grote hits met de muziek van de Duitse kerstseries Patrik Pacard en Oliver Maass (Non è vero). In 1989 stopte Erica de samenwerking met haar zus en ging Gitti verder met de Berlijnse zangeres en actrice Janine Olsen. Ze behielden de groepsnaam, maar de spelling werd veranderd in Gitti & Erika. Toen zij na twee jaar echter weer ophield met zingen, nam Erica haar originele plaats weer in.
De spelling van Erika met een k bleef echter. In 1995 nam het duo deel aan de Grandprix der Volksmusik, maar met hun nummer Einsamer Abend am Strande kwamen ze niet verder dan de voorronde. In 2001 kwam na 25 jaar een einde aan het huwelijk tussen Erica en Christian Bruhn.
Tegenwoordig bestaat het duo nog steeds. Gitti woont in Odenwald en Erica in Oberbayern. Hun laatste album namen ze in 2005 op. Daarna heeft Gitti in 2006 nog een soloalbum uitgebracht. Sinds begin jaren 80 lijdt Gitti aan multiple sclerose. Desondanks is ze altijd vitaal genoeg gebleven om te blijven optreden, maar heeft wel schubs gehad en daardoor perioden in het ziekenhuis moeten doorbrengen.

## Bezetting
- Gitti Goetz
- Erica Goetz (1972-1989 en 1991-heden)
- Janine Olsen (1989-1991)

## Discografie

### Singles
| Single met eventuele hitnotering(en) in de Nederlandse Top 40 | Datum van verschijnen | Datum van binnenkomst | Hoogste positie | Aantal weken | Opmerkingen       |
| ------------------------------------------------------------- | --------------------- | --------------------- | --------------- | ------------ | ----------------- |
| Heidi                                                         |                       | 13-5-1978             | 14              | 7            | als Gitti & Erica |